# ユウタ・オカザキ
ユウタ・オカザキ（Yuta Okazaki、岡崎 雄太、1991年7月4日 - ）は、東京都世田谷区出身のプロ野球選手（捕手）。右投右打。

## 経歴
東京都出身の日本人だが、高校・大学はアメリカの学校に通っている。
2015年に独立リーグ・フロンティアリーグのレイクエリー・クラッシャーズと契約してプロ生活をスタートさせた。以降は2017年までペコス・リーグ各球団でプレーする。
2018年5月2日にアトランタ・ブレーブスとマイナー契約を結んだ。この年はAAA級グウィネット・ストライパーズに所属したが、故障もあって僅か3試合の出場にとどまった。
2019年1月16日に自由契約となり、ほどなく引退を表明した。
2022年5月28日にアトランティックリーグのハイポイント・ロッカーズと契約を結び3年ぶりに現役復帰したが、7試合に出場して16打数1安打に終わり、6月10日に自由契約となった。